# Pseudanthus
Pseudanthus là một chi thực vật có hoa trong họ Picrodendraceae.

## Loài
Chi Pseudanthus gồm các loài: